# Far-infrared Outgoing Radiation Understanding and Monitoring
Far-infrared Outgoing Radiation Understanding and Monitoring, généralement désigné par son acronyme FORUM, est une mission d'observation de la Terre de l'Agence spatiale européenne dont l'objectif est de mesurer le bilan radiatif de la Terre. Le satellite développé pour cette mission effectuera ces mesures avec une précision améliorée par rapport à ses prédécesseurs car il prendra en compte de manière plus exhaustive le rayonnement émis dans l'infrarouge lointain. Les données collectées par FORUM doivent permettre d'affiner les modèles climatiques de la Terre pour in fine améliorer les projections du changement climatique. 
Cette 9e mission Earth Explorer du programme Living Planet a été sélectionnée en 2019 et doit être lancée en 2027. Pour évaluer les émissions dans l'infrarouge moyen et lointain, le satellite dispose d'un spectromètre hyperspectral fonctionnant entre 6,25 et 100 micromètres avec une résolution spectrale au moins inférieure à 0,03 micromètre. Une caméra fonctionnant dans l'infrarouge thermique (10,5 micromètres) est chargée de mesurer les caractéristiques des nuages. Le satellite doit circuler en formation lâche avec le satellite météorologique MetOp-SG (écart du temps de passage inférieur à une minute et de la trace au sol inférieur à 300 kilomètres) pour collecter des données en synergie avec l'instrument IASI-NG de ce dernier qui couvre la bande spectrale comprise entre 3,63 et 15,5 micromètres.       

## Sélection de la mission FORUM
Le programme Living Planet de l'Agence spatiale européenne a été mis en place en 1998 pour remplir les objectifs assignés à l'agence en matière d'Observation de la Terre. Il regroupe deux types de mission spatiale : les missions Earth Watch chargées de collecter des données opérationnelles et les missions Earth Explorer tournées vers la recherche. Ces dernières sont réparties dans deux catégories : les missions pivot (Core missions), les plus coûteuses, prennent en charge des objectifs scientifiques complexes par opposition aux missions plus ciblées mais également moins coûteuses. 
L'appel à propositions de la 9e mission Earth Explorer est lancé par l'agence spatiale européenne le 23 novembre 2015. Il est demandé que le projet, comme pour les missions précédentes, utilise de nouvelles techniques de mesure et contribue à la compréhension du fonctionnement du système terrestre mais qu'il réponde à des questions scientifiques ayant un impact direct sur certains des défis que l'humanité devra relever dans les prochaines décennies. En décembre 2016, l'agence refait un appel à candidature. Aucun des candidats de la salve précédente ne pouvait garantir une mise en service d'ici 2024. La date de lancement est reportée logiquement d'un an. En novembre 2017, des treize missions proposées deux sont sélectionnées :
- Far-infrared Outgoing Radiation Understanding and Monitoring (FORUM) est destinée à l'étude du rayonnement infrarouge de la Terre sur tout son spectre, de 15 à 100 micromètres. Ces données permettraient de caractériser la température terrestre, un élément important dans la recherche sur le réchauffement climatique[3].
- SKIM (Sea-surface Kinematics Multiscale monitoring) doit mesurer par effet Doppler les courants de surface des océans. Ces mesures seraient bien plus précises qu'avec les satellites actuels. Elles permettraient d'étudier la dynamique verticale et horizontale des courants de surface ainsi que les échanges gazeux (dioxyde de carbone) entre les océans et l'atmosphère[3].

En septembre 2019, l'Agence spatiale européenne sélectionne la mission FORUM. Le lancement, initialement prévu pour 2025, est repoussé à 2026,.

## Développement
En juin 2022, l'Agence spatiale européenne sélectionne pour la construction du satellite FORUM la filiale britannique de la société Airbus Defence and Space (chef de file). L'instrumentation sera fourni principalement par la filiale allemande de la société et la plateforme par la filiale française.

## Caractéristiques techniques

### Instrumentation scientifique
Le satellite emporte deux instruments. Pour évaluer les émissions dans l'infrarouge moyen et lointain, le satellite dispose du spectromètre hyperspectral FSI (FORUM Sounding Instrument) fonctionnant entre 6,25 et 100 micromètres avec une résolution spectrale au moins inférieure à 0,03 micromètre. La caméra FEI (FORUM Embedded Imager ) fonctionne dans l'infrarouge thermique (10,5 micromètres) est chargée de mesurer les caractéristiques des nuages.

### Source bibliographique
- (en) L. Palchetti, H. Brindley, R. Bantges, S. A. Buehler, C. Camy-Peyret, B. Carli et al., « FORUM - Unique Far-Infrared Satellite Observations to Better Understand How Earth Radiates Energy to Space », American Meteorology Society, vol. x,‎ 2020, p. 2030-2046